# Jens Oliver Lisberg
Jens Oliver Lisberg eller på færøsk Jens Olivur Lisberg (24. december 1896 i Fámjin, Færøerne – 31. august 1920 samme sted), var en færøsk jurastudent, kendt som skaberen af Merkið, Færøernes flag.
Egentlig var der to yderligere ophavsmænd, Janus Øssursson fra Tórshavn og Pauli Dahl fra Vágur, som skabte flaget sammen med Lisberg i april 1919 i København. Ninna Jacobsen (søster til Liffa Gregoriussen) syede det første flag, og Lisberg hejste det for første gang 22. juni 1919 i Fámjin. Han døde ganske ung på grund af lungebetændelse, og derfor blev han æret som ophavsmanden til Merkið.
Det skulle dog vare til den 25. april 1940, før Merkið blev anerkendt til søs. Lisbergs første eksemplar hænger stadigvæk i Fámjins kirke, og på kirkegården findes en mindesten for ham.
Musikeren Høgni Lisberg (f. 1982) er sønnesøn af Jens Olivers fætter Knút Lisberg.